# Birgit Uibel-Sonntag
Birgit Uibel-Sonntag (* 30. Oktober 1961 in Belten bei Vetschau, Kreis Calau; † 10. Januar 2010 in Cottbus) war eine deutsche Hürdenläuferin. Uibel-Sonntag ist anerkanntes Opfer des staatlich verordneten Dopings im DDR-Leistungssport.

## Werdegang
Mit 14 Jahren wechselte Birgit Sonntag von der TSG Lübbenau zur Kinder- und Jugendsportschule in Cottbus. Ihre sportlichen Höhepunkte hatte sie Mitte der 1980er Jahre, als sie für den SC Cottbus startete. Mit der Cottbuser 4-mal-400-Meter-Staffel gewann sie 1980 den DDR-Meistertitel, 1984 siegte sie über 400 Meter Hürden. Zehnmal startete sie für die DDR-Auswahl bei Länderkämpfen. Bei der Universiade 1981 gewann sie Silber und bei den Leichtathletik-Europameisterschaften 1982 belegte sie den sechsten Platz. 1984, nach dem Boykott der Olympischen Spiele in Los Angeles durch die DDR, musste sie ihre Karriere beenden.
Nach eigenen Angaben wurde Birgit Sonntag schon mit 15 Jahren massiv gedopt; in der Folge hatte sie mit schweren gesundheitlichen Schäden zu kämpfen. Nach Ende ihrer Laufbahn brachte sie 1985 ein körperbehindertes Kind zur Welt. Sie wurde vom Bundesverwaltungsamt Köln als DDR-Doping-Opfer anerkannt. 1997 hatte die Ex-Athletin mit ihren präzisen Aussagen bei der Zentralen Ermittlungsstelle für Regierungs- und Vereinigungskriminalität einen wichtigen Beitrag zur Aufklärung des Staats-Dopings in der DDR geliefert. 
Im Jahr 2000 war sie Nebenklägerin im DDR-Doping-Prozess gegen Manfred Ewald und Manfred Höppner.
Von 1981 bis 1993 war Birgit Uibel-Sonntag mit dem Radsport-Trainer Detlef Uibel (* 1959) verheiratet. Zuletzt leitete Birgit Uibel-Sonntag die Kunstgalerie Atlantis in Cottbus. Im Januar 2010 verstarb sie 48-jährig in Cottbus.